# Regenbogenstein

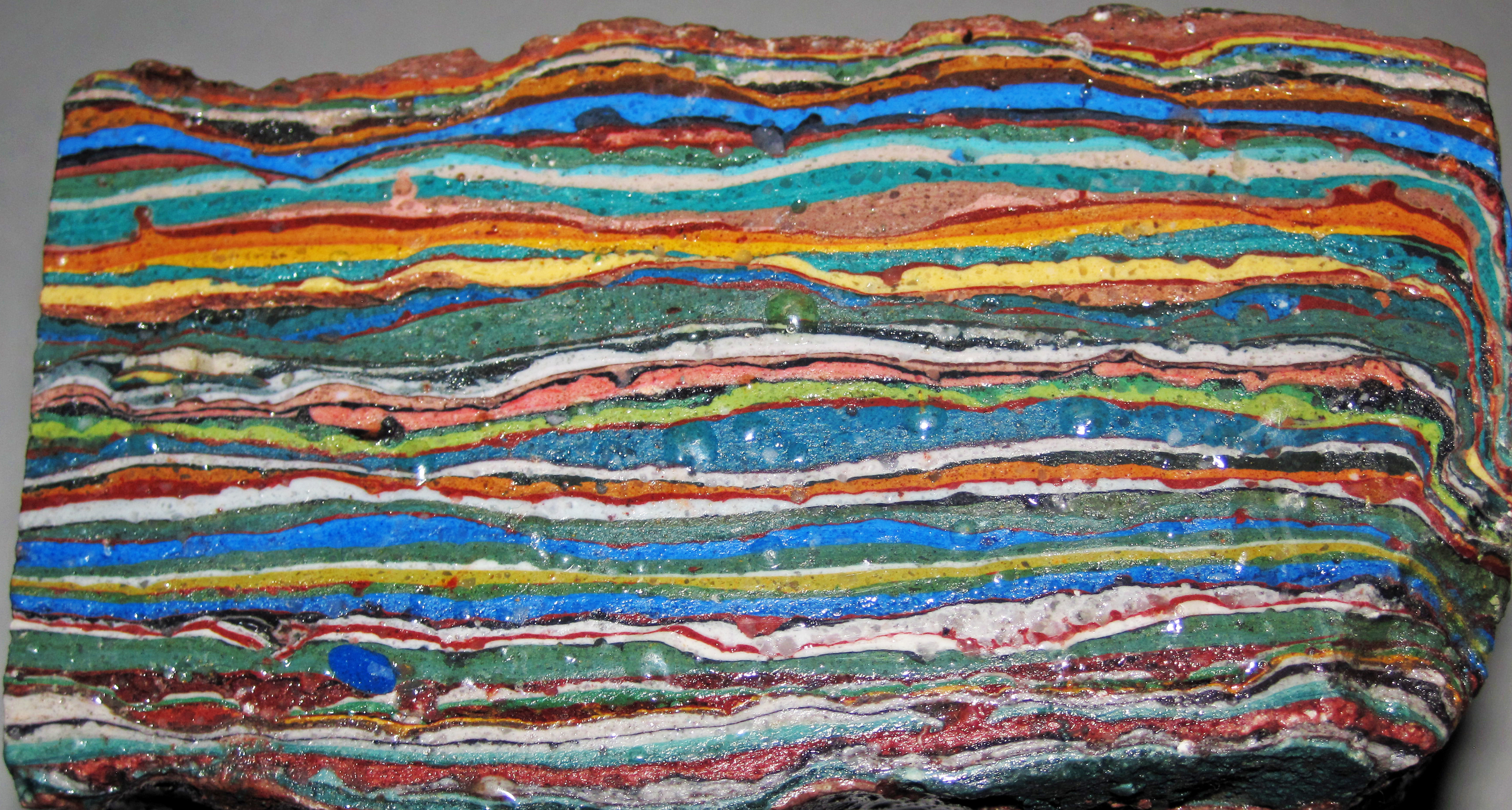
Regenbogenstein (Rainbow Calsilica)

Unter der Bezeichnung Regenbogenstein (auch: Regenbogen Calsilica, Aztekenstein) wird ein synthetisches Mineralgemenge im Handel angeboten, das einen bunt gebänderten Schmuckstein nachahmt. 
Es besteht zum überwiegenden Teil aus Calcit und Kunstharz, welches durch Beigabe von Hämatit, Coelestin sowie blauen und gelben künstlichen Farbpigmenten gefärbt wird.
Um die Mineralienfälschung zu vermarkten, wurden auch Fotos von angeblichen Abbaustätten in Umlauf gebracht.